# Ørjan Madsen
Odd Ørjan Madsen (* 3. März 1946 in Bergen) ist ein ehemaliger norwegischer Schwimmer und Schwimmtrainer.

## Leben
Der Schwimmer des Bergen Svømme Club gewann im Zeitraum 1964 bis 1970 15 norwegische Meistertitel, davon neun im Freistil, fünf im Lagenschwimmen sowie einen im Schmetterling. Madsen nahm an den Olympischen Sommerspielen 1968 teil. 1969 wurde er Nordischer Meister über 100 Meter Freistil. 1968 und 1970 gewann er den Norwegischen Königspokal.
Von 1972 bis 1977 arbeitete der Norweger als Cheftrainer des Vereins Schwimm- und Sportfreunde Bonn 1905 (SSF) Bonn. Madsen studierte an der Deutschen Sporthochschule Köln (DSHS), dort wurde 1982 seine Doktorarbeit (Titel: Untersuchungen über Einflussgrößen auf Parameter des Energiestoffwechsels beim freien Kraulschwimmen) angenommen. An der Sporthochschule sowie an der Rheinischen Friedrich-Wilhelms-Universität Bonn war Madsen als Lehrkraft tätig. Zwischen 1989 und 1992 war er bei der SG Hamburg tätig, übte dort das Amt des Cheftrainers aus.
1983 brachte er zusammen mit Kurt Wilke das später in weiteren Auflagen erschienene Buch Das Training des jugendlichen Schwimmers heraus. Ebenfalls in Zusammenarbeit mit Wilke und anderen war Madsen in den 2010er Jahren Herausgeber der Lehrreihe Wege zum Topschwimmer. 1985 wurde er als Schwimmtrainer auf den Jungferninseln tätig.
Ab September 1989 arbeitete er als Verbandstrainer in Hamburg. Mitte der 1990er Jahre war Madsen Nationaltrainer beim Norwegischen Schwimmverband. Beim Nationalen Olympischen Komitee Norwegens war Madsen im Spitzensportorgan Olympiatoppen tätig und dort unter anderem für die Beratung der Cheftrainer von Ausdauersportarten sowie das Höhentraining zuständig.
Am 1. März 2006 trat Madsen beim Deutschen Schwimm-Verband (DSV) das Amt des Sportdirektors an. Seine Arbeit beim DSV stellte er unter die Überschrift Projekt Weltklasse. Er blieb bis 2008 im Amt, als sein Vertrag nach den Olympischen Sommerspielen auslief.
Madsen war hernach wieder in Norwegen tätig, betreute den Kajak-Olympiasieger Eirik Verås Larsen, der unter seiner Leitung 2012 in London Gold gewann. Er war bis September 2015 wieder als Berater im norwegischen Spitzensportorgan Olympiatoppen beschäftigt. Ende August 2016 trat er beim norwegischen Schwimmverein Vestkantsvømmerne das Amt des Sportlichen Leiters und Beraters an.